# Antônio Barbosa
Antônio Barbosa (- 1646) foi um bandeirante que integrou em 1645-1646 a bandeira de João Mendes Geraldo ao sertão dos guaianás.
Era irmão de Domingos Barbosa Calheiros, filhos de Domingos Barbosa (vindo de Viana, em Portugal, em 1608, e de Maria Rodrigues, irmã de André de Burgos. Casou com Maria Luís.